# Brouwershaven

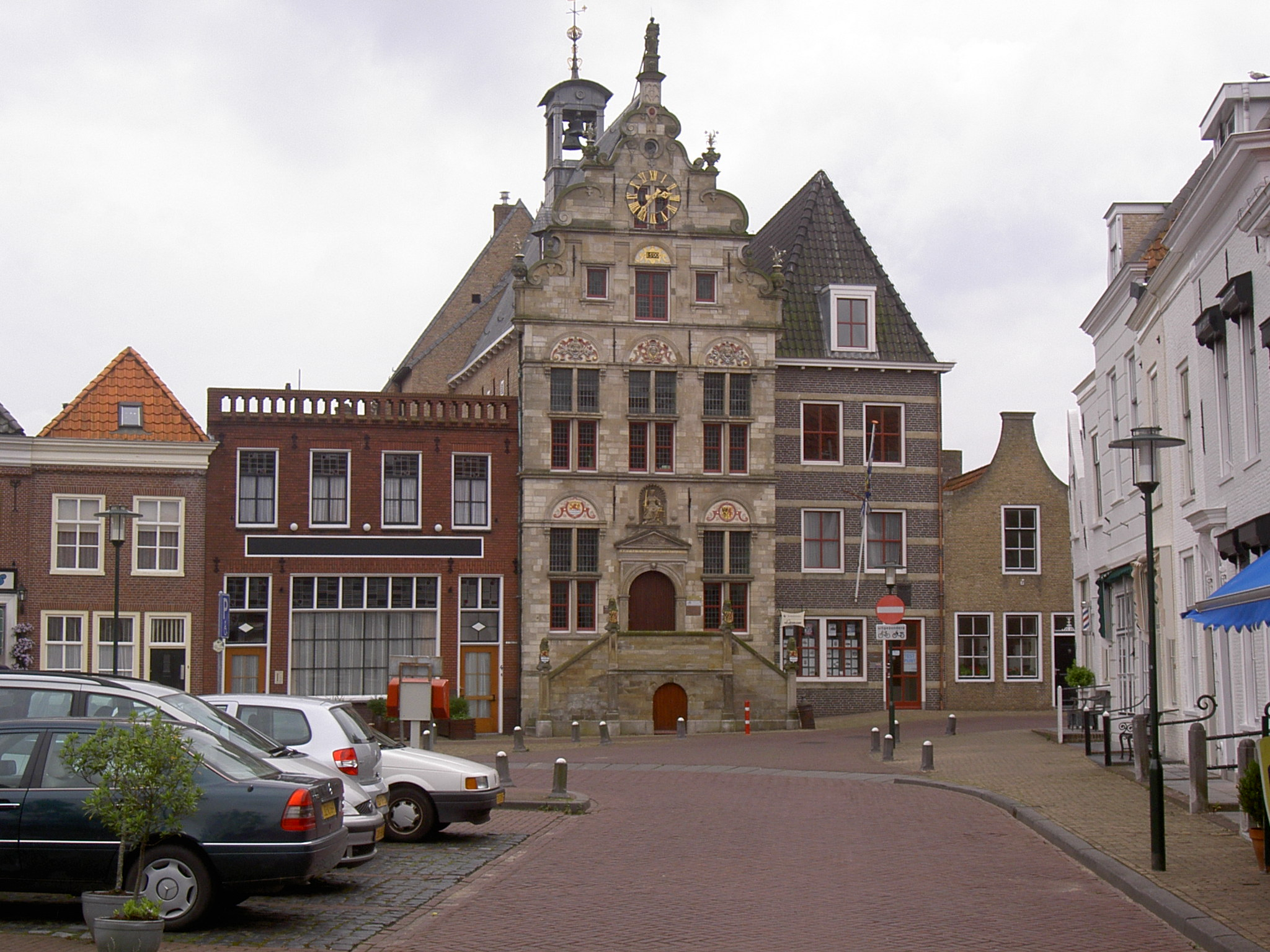
Brouwershaven (Zelanda, Paesi Bassi): l'antico municipio

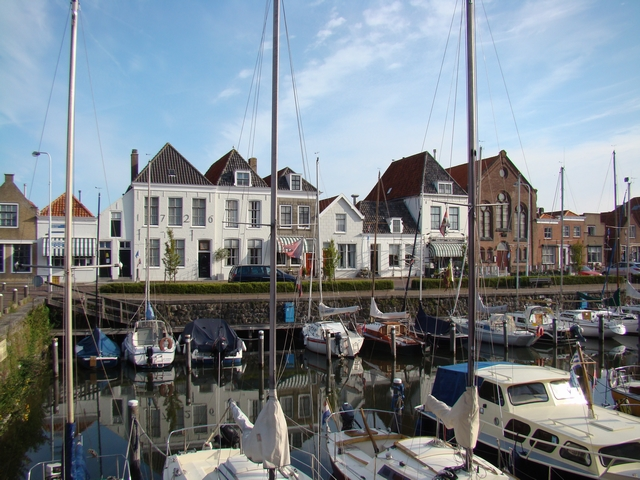
Il porticciolo di Brouwershaven

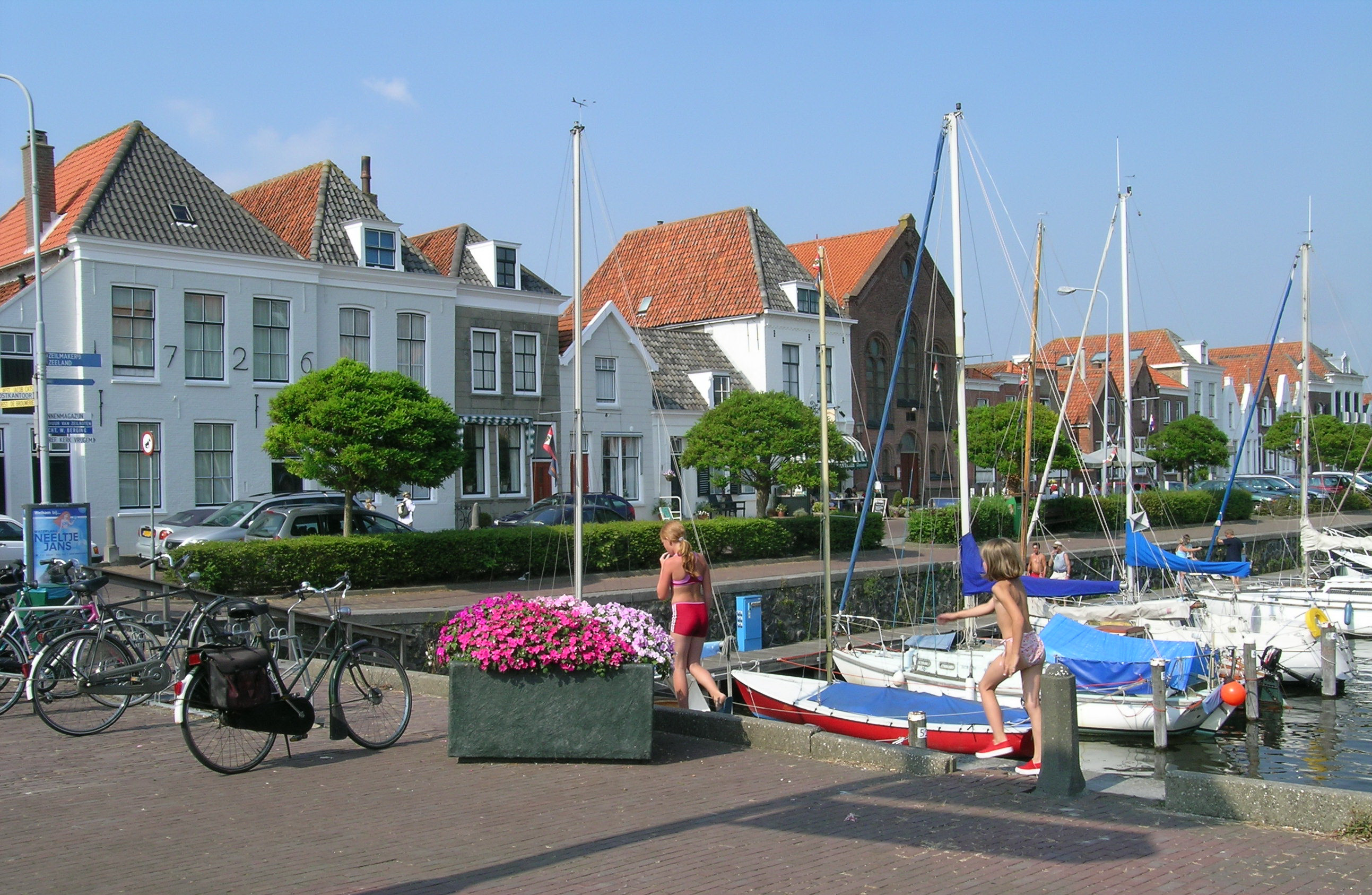
Altra immagine del porto di Brouwershaven

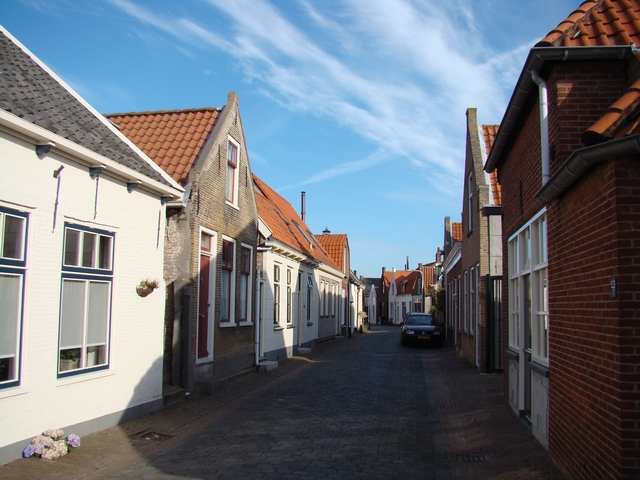
Edifici di Brouwershaven

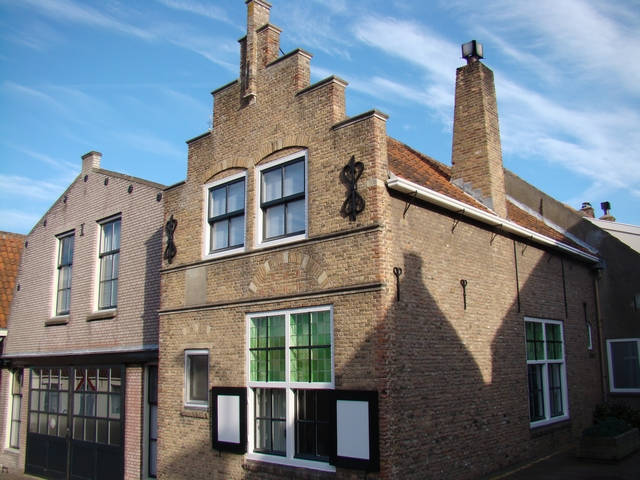
Brouwershaven: la casa dei genitori del pittore e giurista Jacob Cats

Brouwershaven (in dialetto zelandese: Brouwes'aeven o semplicemente Brouw; 0,4 km²; 1.300 ab. circa) è una cittadina della provincia della Zelanda (Zeeland), nel sud-ovest dei Paesi Bassi, situata nell'ex-isola di Schouwen (ora parte dell'isola di Schouwen-Duiveland) ed affacciata sul Grevelingenmeer (ex-baia del delta del Reno diventata ora un lago). Dal punto di vista amministrativo, si tratta di un ex-comune, facente ora parte della municipalità di Schouwen-Duivenland (dal 1997).
Fu in passato un porto attivo soprattutto per il commercio della birra e rappresentò l'interporto di Rotterdam fino al XIX secolo.

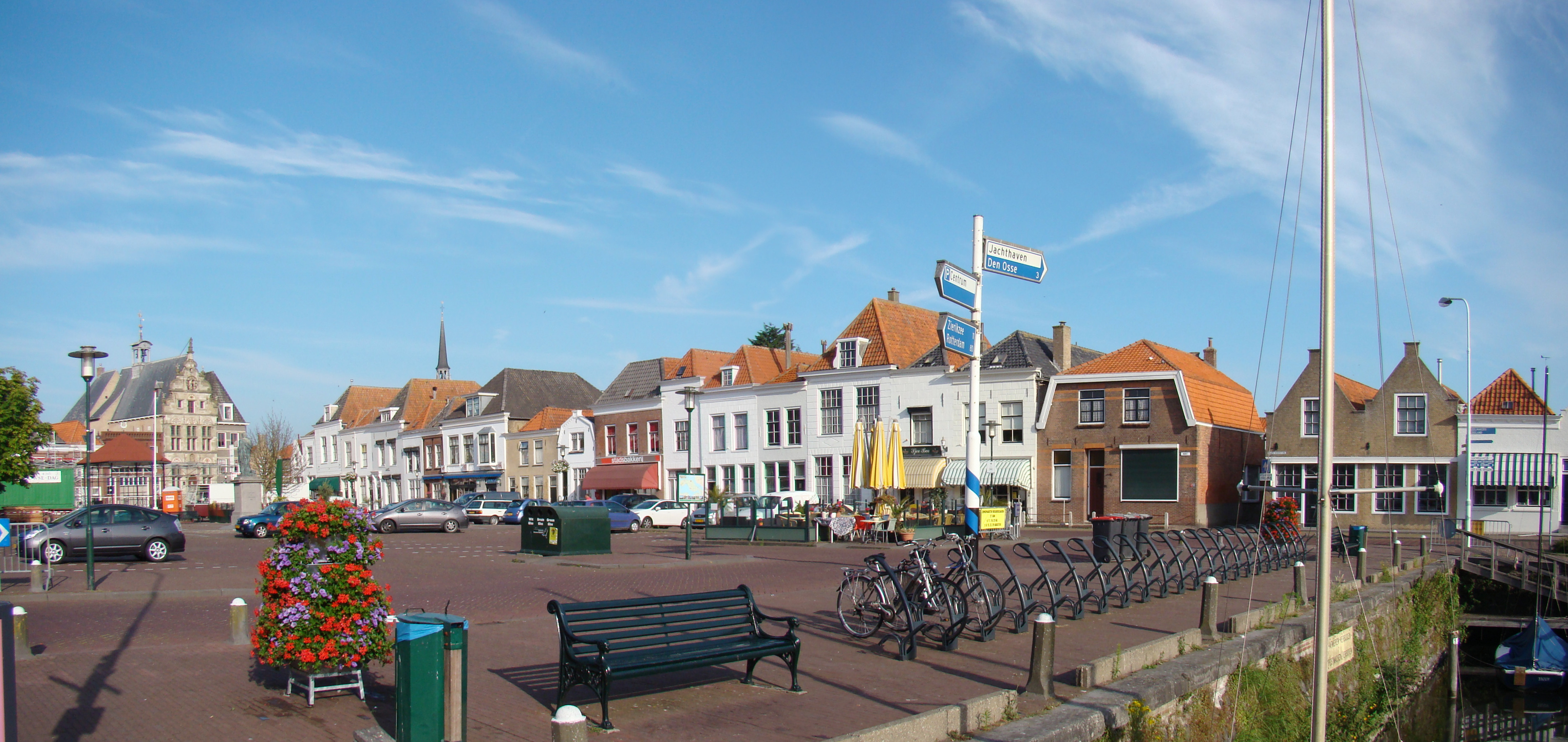
Panoramica di Brouwershaven

## Etimologia
Il toponimo Brouwershaven, attestato in questa forma a partire dal 1396 e attestato anticamente come Brouwershavene (1321) e Brouwershavene (1331), significa letteralmente "porto (haven) dei fabbricanti di birra (brouwers; sing. brouwer)" e fa riferimento all'attività del suo porto, che veniva utilizzato per il trasporto in Zelanda della birra proveniente da Delft.

## Geografia fisica

### Collocazione
Brouwershaven è situata lungo la costa settentrionale dell'isola di Schouwen-Duivenland, di fronte all'isola di Goeree-Overflakkee e si trova a nord-est di Haamstede e ad est di Renesse, a circa 10 km a nord del capoluogo di Schouwen-Duivenland Zierikzee. Da Rotterdam dista circa 75 km.

## Società

### Evoluzione demografica
Al censimento del 2001, Brouwershaven contava una popolazione pari a 1.307 abitanti.

## Storia
La fondazione di Brouwershaven risale al 1285 circa, quando fu costruito un porto in loco, che doveva servire la località di Brijdorpe.
La località ricevette lo status di città nel 1403.
|  |

Nel 1575, nel corso della guerra degli ottant'anni, Brouwershaven fu assediata e data alle fiamme dalle truppe spagnole.
Nel 1682, la cittadina fu investita da un'alluvione, che distrusse una parte delle antiche fortificazioni.
Nel corso del XIX secolo, a causa dell'insabbiamento della Brielse Maas (Mosa di Brielle) e della Baia di Goeree-Overflakkee (Goerese Gat), che impedì l'accesso alle grandi navi, Brouwershaven cessò di essere l'interporto di Rotterdam.
Nel 1840, il comune di Brouwershaven contava 210 abitazioni e 1.226 abitanti.
Nel 1961, furono accorpate al comune di Brouwershaven le località di Dreischor, Noordgouwe e Zonnemaire.
Nel 1997, Brouwershaven cessò di essere un comune indipendente e fu inglobato nella nuova municipalità di Schouwen-Duiveland.

## Economia
Principali risorse economiche della località sono state la pesca di pesci e crostacei e il commercio di vino, birra, legno, ferro, lana e lino.

## Architettura
Brouwershaven vanta 59 edifici storici classificati come rijksmonumenten.

### Edifici d'interesse

#### Municipio
L'antico municipio di Brouwershaven presenta una facciata in stile rinascimentale risalente al 1559.

#### Grote of Sint-Nicolaaskerk
La Grote of Sint-Nicolaaskerk ("Chiesa Grande o Chiesa di San Nicola") è una chiesa le cui origini risalgono al XIII secolo, ovvero poco dopo la fondazione di Brouwershaven.

#### Brouws Museum
Il Brows Museum è un museo che espone oggetti relativi ai tempi in cui Brouwershaven era un attivo porto commerciale: vi sono esposti modellini di navi, monete antiche, ecc.

#### Mulino De Haan
Il mulino "De Haan" è un edificio risalente al 1724.

#### Mulino Windlust
Molto più recente è invece il Mulino "Windlust", costruito tra il 1935 e il 1955.
|  |

## Sport
- La principale squadra di calcio cittadina è l'ASV Brouwershaven, fondata nel 1928[10]

## Feste ed eventi
- Brouwse dag, festa che si tiene in luglio[1][11]
- Jazz Festival Brouwershven[12]